# コウノドリ
『コウノドリ』は、鈴ノ木ユウによる日本の漫画作品。2012年35号から『モーニング』（講談社）で連載を開始。当初は短期集中連載としての形であったが、2013年春から通常連載となり、2020年23号をもって完結した。
2015年、第39回講談社漫画賞・一般部門にノミネート、2016年、第40回講談社漫画賞・一般部門受賞。2022年4月時点で累計部数は940万部を記録している。
2015年10月から実写テレビドラマ化され、同年12月まで放送された。2017年10月から同年12月まで第2シリーズが放送された。

## 概要
医師であり、ジャズピアニストでもある、鴻鳥サクラが主人公の産科医療漫画。医療機関名は「聖ペルソナ総合医療センター」。妊婦とその家族を中心にストーリーが展開していく。「切迫流産」「人工妊娠中絶」などテーマごとに2話から4話で描かれることが多い。
2008年に作者の鈴ノ木が妻の出産に立会って感動し、これを伝える使命を感じ、漫画化を企図したことから始まり、当時大阪大学病院で妻の担当医だった、りんくう総合医療センター泉州広域母子医療センター長兼産婦人科部長（2024年現在）の荻田和秀が主人公のモデルとなっている。
2020年10月23日発売の第32巻で完結していたが、新型コロナウイルス感染症 (COVID-19) のパンデミック（世界的流行）を受け、2022年4月28日発売の『モーニング』22・23合併号より新シリーズ「新型コロナウイルス編」の集中連載を開始し、同年32号にて完結。

## 登場人物
鴻鳥サクラ（こうのとり サクラ）
本作品の主人公。産婦人科医で、謎のジャズピアニスト「ベイビー」でもある。男性。誕生日は12月8日。
温厚で優しく飄々とした性格だが、現実を直視する厳しさもあり、冷静な判断力を持つ。可能である限りは患者の話をよく聞くが、時に患者に対して苦言を呈することもある。同僚や患者からの信頼が厚い産婦人科のチームの中心的な存在。
医師である時の容姿は「もじゃもじゃ」と称されることもある長髪と、睫毛が印象的である。「ベイビー」の時はウィッグを着用し、化粧もしている。
好物はカップ焼きそば（ポヤング・ソースやきそば）。常備するほどよく食べているが、急なお産の対応をしているうちに、同僚に食べられてしまうことがたびたびある。
「ベイビー」の素性として「年齢経歴は不明 わかっているのは児童養護施設で育ったということだけ」とあり、鴻鳥自身も児童養護施設で育っている。事情を知る院長からは，医者が現を抜かしてピアノをしていることがバレると訴訟される恐れがあるため「ベイビー」であることが分からないように、と諭されている。
実母は「幸子」という名前でシングルマザーだったが、自身を身籠った際に子宮頸癌を患い、サクラを産んだ後まもなくして亡くなった。このことが後のサクラの医者としての信念を形成する。幼いころには、喘息の持病があった。過去には施設で生活していることを理由にいじめられた挙句、相手に仕返しをしたために謝りに行く羽目になったこともある。
下屋カエ（しもや カエ）
産婦人科医。女医であるがゆえに産婦人科ではオンコールではない日でも諸事情で呼び出しになる場合がある（妊婦が女医を希望することがあるため）。
28歳で医師としてはまだ若手。同じ若手であるはずの同期の白川（新生児科医）の生意気ともとれる態度に腹を立てている。
長い黒髪で眼鏡をかけており、そばかすがある。「ベイビー」のファンを自称しているが、鴻鳥がステージに立つ場合は下屋が当直になり、ライブに行けたことはない様子。控え目な印象であるが、友人が子宮外妊娠で来院した時は感情的になる姿も見られた。この友人とは高校生時代に下屋が子供を取り上げるという約束を交わしていた。また、せっかちなところもある。好物は焼き肉。独りで行くほど好き。
助っ人として働いていた産科医院で知り合い意気投合した妊婦がペルソナで亡くなったことを機に、自ら希望して救急救命科へ異動。
小松ルミ子（こまつ ルミこ）
助産師でTRACK6（2巻）から登場。15年前、鴻鳥が研修医時代に当直のアルバイトをしていた「岡中央病院」で出会う。当時から助産師をしていた。鴻鳥がベイビーであることを知る数少ない人物。高校生時代まで母親が助産院を経営していたが、死亡者を出してしまったため誹謗中傷に晒されて廃業した。小松自身は高校生時代はグレていた。
15年前から黒髪のお団子頭で、見た目は変わっていないように見えるが四宮から「老けたね」と言われていた。小柄なようで、それをからかわれることもある。年齢は「40過ぎ」「アラフォー」。愛煙家で、好物は豚足。冷えたビール・煙草・豚足が「恋人」。誕生日は2月3日。なおドラマにおいては1972年10月3日。
四宮ハルキ（しのみや ハルキ）
産婦人科医で、鴻鳥の同期。
無表情で冷血漢に見られるが、研修医時代から5年前までは笑顔で患者や同僚に接していた様子。5年前のある出産を契機に患者に好かれるよりも嫌われても患者を救うことに重点を置くようになる。
眼鏡をかけており、左目の下に泣きぼくろがある。髪の色は茶色。鴻鳥のことを「サクラ」と下の名前で呼ぶことも多く、鴻鳥も「四宮」と呼んでおり、写真の様子や5年前の件で泣きながら話す姿から旧知の仲ということがうかがえる。
TRACK27にて、実家も産婦人科医院であることが鴻鳥の発言により発覚した。
好物はジャムパンと牛乳。
5年前にとある愛煙家の妊婦の主治医をしており、彼女の出産に立ち会った際に女性は長年の喫煙の影響で出産時に死亡し、誕生した女児は重度の障害があり、寝たきり状態となる悲劇を目の当たりにした経験から喫煙に対しては否定的であり、喫煙者である小松にも禁煙をすすめている描写がある。
倉崎の娘のユリカや、小児科で入院するつぼみには笑顔で絵本を読んであげているという一面もある。
原作、ドラマともに誕生日の公表は無い。
船越（ふなこし）
麻酔科医でTRACK11（3巻）から登場。決して悪い人ではないのだが、いつもダジャレ(いわゆるオヤジギャグ)を言い、周囲の空気を麻痺させる。
ちょっと大きめのマラソン大会のためにトレーニングをしている。前回の大会では1万人中4820番。
加瀬（かせ）
救急救命科医。船越同様TRACK11（3巻）から登場。船越とセットで登場することが多い。
双子の娘がいる。患者の命を助けられた時は高めのアイスを食べて自分へのご褒美にしている。
白川（しらかわ）
新生児科医。TRACK16（5巻）から登場。下屋の同期。同期の彼女に対し歯に衣着せぬ発言が多く、下屋からは「生意気」と言われている。
院長
「聖ペルソナ総合医療センター」の院長。鴻鳥が「ベイビー」だと知っていながら、バレなければいいというスタンスで副業を許している。「くみたん」という愛人がいる。
今橋（いまはし）
新生児科医。よく喋る大人と子供が嫌い。TRACK22（7巻）以降度々登場している。ドラマ版とは異なり私生活は不明である。
新井恵美（あらい めぐみ）
新生児科医。TRACK22（7巻）に登場。常に冷静で責任感が強く、患者やベビーに対し真摯に向き合っている。また、加瀬も「どこの美人かと思ったら…」と表現しており、作中でも美人として描かれている様子。パートナーとも順調である。しかし、ある新生児の父親の一言が胸に突き刺さり、一線を離脱する。
TRACK54（19巻）で、白川がたまたま前に突っ立っていた 「ひろ小児科クリニック」というクリニックでアルバイトをしている。
先輩の在宅医療を手伝っている。ミスをして落ち込んでいる白川に、「私にも同じ経験があるからわかる」と励ました。
赤西ゴロー（あかにし ゴロー）
研修医、25歳。TRACK26（8巻）から登場。赤西産婦人科医院院長の息子である。このことから四宮からはジュニアくんと呼ばれている。初登場時は前期研修医で、父親と同じ産科医をなることに疑問を持たない、「熱血ではない」研修医であった。その後、実際の研修・ケースを通し産科医以外の道を選ぶことも視野に入れ始めたが、鴻鳥からあることを知らされ、前期研修を終えるころには産科医を目指すことに迷いのない様子であった。
倉崎エミ（くらさき エミ）
13巻から登場。救急救命科に移動した下屋に代わり、産婦人科医としてサクラたちの元に配属された女医。サクラと四宮とは10年来の知り合いで、10年前に2人が研修医だったころに医学生として配属されていた。NICUの医師の井川と結婚していたが、井川の浮気が発覚し離婚。その時妊娠していた娘を一人で育てているシングルマザーでもある。医学生のころからお菓子「じゃがりも」が好物なのか、よく食べている。
ヘヴィメタルが好きで医学生時代はファッションもヘヴィメタル風であった。
ユリカという娘がいて、四宮とジャムパンを取り合いしたこともある。中国語が堪能だが、その理由は不明。
工藤（くどう）
TRACK44（15巻）から登場。新生児科医でキャリアは白川と同じだが、年上であることは確実である。患者やその両親に対してはとても丁寧で紳士的だが看護師や白川に対し悪態をつくことも多い。ナツキという娘がいる。

## 書誌情報
- 鈴ノ木ユウ『コウノドリ』講談社〈モーニングKC〉、全32巻[10]
  1. 2013年6月21日発売、ISBN 978-4-06-387227-9
  2. 2013年9月20日発売、ISBN 978-4-06-387242-2
  3. 2013年12月20日発売、ISBN 978-4-06-387276-7
  4. 2014年3月20日発売、ISBN 978-4-06-388311-4
  5. 2014年6月23日発売、ISBN 978-4-06-388342-8
  6. 2014年9月22日発売、ISBN 978-4-06-388369-5
  7. 2014年12月22日発売、ISBN 978-4-06-388407-4
  8. 2015年3月23日発売、ISBN 978-4-06-388440-1
  9. 2015年6月23日発売、ISBN 978-4-06-388467-8
  10. 2015年9月23日発売、ISBN 978-4-06-388498-2
  11. 2015年10月23日発売、ISBN 978-4-06-388512-5
  12. 2015年11月20日発売、ISBN 978-4-06-388526-2
  13. 2016年3月23日発売、ISBN 978-4-06-388575-0
  14. 2016年6月23日発売、ISBN 978-4-06-388611-5
  15. 2016年9月23日発売、ISBN 978-4-06-388640-5
  16. 2016年12月22日発売、ISBN 978-4-06-388673-3
  17. 2017年3月23日発売、ISBN 978-4-06-388703-7
  18. 2017年6月23日発売、ISBN 978-4-06-388737-2
  19. 2017年9月22日発売、ISBN 978-4-06-510258-9
  20. 2017年10月23日発売、ISBN 978-4-06-510507-8
  21. 2017年11月22日発売、ISBN 978-4-06-510506-1
  22. 2018年3月23日発売、ISBN 978-4-06-511156-7
  23. 2018年6月22日発売、ISBN 978-4-06-511689-0
  24. 2018年9月21日発売、ISBN 978-4-06-512544-1
  25. 2018年12月21日発売、ISBN 978-4-06-513976-9
  26. 2019年3月22日発売、ISBN 978-4-06-514750-4
  27. 2019年6月21日発売、ISBN 978-4-06-516016-9
  28. 2019年9月20日発売、ISBN 978-4-06-517286-5
  29. 2019年12月23日発売、ISBN 978-4-06-518037-2
  30. 2020年3月23日発売、ISBN 978-4-06-518945-0
  31. 2020年6月23日発売、ISBN 978-4-06-519904-6
  32. 2020年10月23日発売、ISBN 978-4-06-520729-1
- 鈴ノ木ユウ『コウノドリ 新型コロナウイルス編』講談社〈モーニングKC〉、2022年8月23日発売[11]、ISBN 978-4-06-528778-1

### 関連書籍
- コウノドリ 命がうまれる現場から（2017年9月21日発売、ナビゲーター・鴻鳥サクラ、イラスト・鈴ノ木ユウ、ISBN 978-4-06-287027-6）
- サクラ先生が教える! コウノドリ 妊娠・出産 Q&Aブック（2017年10月13日発売、著・鴻鳥サクラ、絵・鈴ノ木ユウ、ISBN 978-4-06-220797-3）

## メディア
2014年2月17日、日本テレビのテレビ番組『人生が変わる1分間の深イイ話』内で『コウノドリ』の1エピソードが実写ドラマ化され主人公・鴻鳥サクラを河相我聞が演じた。
2015年7月24日、NHKの『あさイチ』内特選!エンタのコーナーに、鈴ノ木ユウ出演の上コウノドリが紹介された。

## テレビドラマ
2015年10月16日から12月18日までTBSテレビ系の「金曜ドラマ」枠（毎週金曜 22時 - 22時54分）で綾野剛の主演でテレビドラマ化された。綾野は本作品が連続ドラマ単独初主演となった。
キャッチコピーは「ボクらは毎日、奇跡のすぐそばにいる──」（2シリーズ共通）。
2017年10月13日から12月22日まで同じくTBS系の「金曜ドラマ」枠で、続編で2年ぶり2回目となる第2シリーズが放送された。
2020年4月10日から4月24日まで、後に追加放送として5月8日にも、同じくTBSテレビ系「金曜ドラマ」枠で、「コウノドリ傑作選」が放送された。

### 企画・制作
※ 各話の主となるストーリーは、以下の通りである。
第1シリーズ
第1話 飛び込み出産
第2話 交通事故に遭った臨月の妊婦
第3話 風疹の予防接種の啓蒙、妊娠中の喫煙の影響
第4話 切迫流産の危機
第5話 中学生の出産、特別養子縁組
第6話 不妊治療、高齢出産
第7話 助産院での出産
第8話 無脳症、口唇口蓋裂
第9話 切迫早産
最終話 18トリソミー、死戦期帝王切開
第2シリーズ
第1話 全ろうの妊婦、心室中隔欠損
第2話 子宮頸部腺がん
第3話 産後うつ、無痛分娩
第4話 トーラック
第5話 切迫早産、子宮内胎児死亡（死産）
第6話 切迫早産、甲状腺クリーゼ
第7話 子宮腺筋症、卵巣チョコレート嚢胞
第8話 総肺静脈還流異常症
第9話 不育症
第10話 新型出生前診断、21トリソミー（ダウン症候群）
最終話 21トリソミー（ダウン症候群）、羊水塞栓症によるDIC

### キャスト

#### 主要人物
- 鴻鳥サクラ - 綾野剛（幼少期：高村佳偉人）
- 下屋加江 - 松岡茉優[13]
- 小松留美子 - 吉田羊[13]
- 白川領 - 坂口健太郎[13]
- 四宮春樹 - 星野源[13]
- 今橋貴之 - 大森南朋[13]

#### ペルソナ総合医療センター
- 加瀬宏 - 平山祐介[13]

ペルソナ総合医療センターの救急救命医
- 平井紗織 - 白石糸

ペルソナ総合医療センターの看護師
- 真田知香 - 小林きな子

ペルソナ総合医療センターの看護師
- 向井祥子 - 江口のりこ[13]

ペルソナ総合医療センターのメディカルソーシャルワーカー
- 大澤政信 - 浅野和之[13]（第1シリーズ／第2シリーズ第1話・第6話・最終話）

ペルソナ総合医療センターの院長
- 角田真弓 - 清野菜名[13]（第1シリーズ／第2シリーズ最終話）

ペルソナ総合医療センターの助産師。産休明けで第2シリーズの最終話で復帰。
- 新井恵美 - 山口紗弥加[13]（第1シリーズ／第2シリーズ第8話[注 4]・最終話）
- 船越拓也 - 豊本明長（東京03）[13]（第1シリーズ）
- 福田義人 - 橋本一郎（第1シリーズ）

ペルソナ総合医療センターの産婦人科医。
- 赤西吾郎 - 宮沢氷魚[16]（第2シリーズ）

ペルソナ総合医療センターに配属された研修医。最終的に産婦人科に行くことを決める。
- 倉崎恵美 - 松本若菜[17]（第2シリーズ）

産婦人科医。研修医時代にサクラと四宮と働いていた後輩。娘がペルソナ総合医療センターのNICUに入院することにより再会。シングルマザー。産休を経てペルソナ総合医療センターに復職。
- 麻生理佐子 - 古畑星夏[18]（第2シリーズ）

ペルソナ総合医療センターの看護師
- 高尾聡介 - 吉田悟郎（第2シリーズ）

ペルソナ総合医療センターの産婦人科医。
- 前川紀子 - 赤澤ムック（第2シリーズ）
- 坂上葵 - 泉春花（第2シリーズ）
- 仙道明博 - 古舘寛治（第2シリーズ）

#### その他
- 滝賢太郎（ライブハウスマネージャー） - 清塚信也[19]
- 小野田景子 - 綾戸智恵（第1シリーズ／第2シリーズ第2話・最終話）
- 佐々木つぼみ - 廣田優美（第1シリーズ）
- 佐々木みのり - 石丸奈菜美（第1シリーズ）

#### ゲスト
※複数回登場人物には演者名横に登場回を追記

##### 第1シリーズ
第1話
- 小早川俊也 - 要潤
- 小早川頼子 - 臼田あさ美
- 矢野夏希 - 清水富美加[20]（幼少期：矢崎由紗）
- 永井晴美 - 川村ゆきえ（第2話・第6話）
- 永井浩之 - 小栗旬[21]（第2話・第6話・第9話・最終話）

第2話
- 木村法子 - 山田真歩（第3話）
- 村川郁恵 - 虻川美穂子（北陽）
- 町田貴生（浩之の上司） - 三浦誠己（第6話・第9話）
- 木原雄弥（浩之の部下） - 前田公輝（第6話・第9話）

第3話
- 瀬戸加奈子 - 石田ひかり
- 瀬戸啓介 - 音尾琢真
- 瀬戸遙香 - 山田望叶
- 根岸若菜 - 佐藤栞里
- 根岸大輝 - 渡辺裕太
- 田中淳 - 和田正人（第4話）
- 田中陽子 - 河井青葉（第4話）

第4話
- 陽子の父 - 津村和幸
- 陽子の母 - 三谷悦代
- 吉沢玲奈 - 山口まゆ（第5話）

第5話
- 元倉亮 - 望月歩
- 吉沢昌美 - 中島ひろ子
- 元倉和雄 - 螢雪次朗
- 笠原節子（「ツグミの会」の代表者） - 烏丸せつこ
- 早見憲一 - 土屋良太
- 早見光枝 - 滝沢涼子
- 加賀美美智子（イレーネ乳児院保育士） - 浅茅陽子（昔：北浦愛）

第6話
- 岸田秀典（不妊・内分泌科医） - 髙橋洋（第8話、第2シリーズ第9話）
- 佐野真理子 - 小林綾子
- 野崎隆太（新井の婚約者） - 須田邦裕（第9話）
- 相沢美雪 - 西田尚美（第8話 - 最終話）
- 竹下敦子 - 森口瑤子
- 竹下真一 - 山本浩司
- 本田 - 大西礼芳

第7話
- 野々村秀子（ののむら助産院院長） - 冨士眞奈美
- 森亜沙子 - 南沢奈央
- 森隆 - 野村修一
- 山田郁美 - 足立梨花
- 大森太助 - 角田晃広（東京03）[22]（第2シリーズ最終話回想）
- 少女時代の小松留美子 - 恒松祐里
- 留美子の母 - 久世星佳
- 川村実咲 - 中村ゆり （第8話）

第8話
- 川村忠志 - 永岡佑
- 土屋マキ - 谷村美月
- 土屋昌和 - 森岡龍
- マキの父 - 千葉哲也
- マキの母 - 長野里美
- マキの祖母 - 久松夕子
- 清水浩一（関東医科大学付属病院形成外科医） - 筒井巧
- 森口亮子 - 奥貫薫（最終話、第2シリーズ第1話・最終話）
- 森口武史 - 戸田昌宏（最終話、第2シリーズ第1話・最終話）

第9話
- 小泉明子 - 酒井美紀
- 小泉大介 - 吉沢悠
- 西山亜希菜 - 岡本玲
- 佐々木恒夫（つぼみの父） - 黒田大輔

最終話
- 飯塚律子 - 木南晴夏
- 飯塚利夫 - 佐野泰臣
- 奈美子 - 峯村リエ
- 医師 - 飯塚悟志（東京03）

##### 第2シリーズ
第1話
- 萩島勝秀 - 佐々木蔵之介[23]（最終話）
- 久松ユリ - 安藤輪子
- 久松明人 - 毎熊克哉
- 久松一豊（ユリの父） - 菅原大吉
- 三浦芽美 - 松本穂香（第2話・第3話）
- 早見マナ - 志田未来[24]
- 早見健治 - 泉澤祐希[17]
- 佐野彩加 - 高橋メアリージュン[17]（第2話・第3話・最終話）
- 佐野康孝 - ナオト・インティライミ[17]（第3話・最終話）
- 久保佐和子 - 土村芳[17][注 5]（第2話）
- 上村昭子 - 今藤洋子

第2話
- 久保慎吾 - 福士誠治[17]
- 三上いづみ - 柊瑠美

第3話
- 山崎麗子 - 川栄李奈[25]
- 山崎友和 - 喜矢武豊（ゴールデンボンバー）[25]
- 佐野弘美（彩加の母） - 山下裕子

第4話
- 秋野蓮 - 安めぐみ
- 秋野壮太 - 前野朋哉
- 青木朋子 - 木下優樹菜
- 青木三郎 - パーマ大佐
- 森永政男（開堂医科大学病院産婦人科医） - 信太昌之
- 和田朋弘（堂島こども総合病院産婦人科医） - 宮地大介
- 秋野美奈（蓮・壮太の娘） - 前田織音

第5話
- 西山瑞希 - 篠原ゆき子
- 西山寛太 - 深水元基
- 七村ひかる - 矢沢心
- 七村保 - 平原テツ
- 神谷カエ - 福田麻由子[26]（第6話）
- 大松美世子 - 井上依吏子
- 大松憲次郎 - 矢島弘一
- 松永真美 - 広山詞葉

第6話
- 神谷カエ - 福田麻由子
- 神谷久志 - 笠原秀幸
- 富士宗吾（こはる産婦人科院長） - 佐藤貢三

第7話
- 武田京子（留美子と同期の助産師） - 須藤理彩（第10話・最終話）
- 有賀めぐみ - 月影瞳
- 奥村美咲 - 彩木りさ子
- 岩田優介 - 高松良成
- 佐藤幸司 - ひかる一平
- 石山すず（留美子と同期の助産師） - 福田ゆみ
- 安部愛子（看護師長） - なかじままり

第8話
- 風間真帆 - 芦名星
- 風間陽介 - 高橋努
- 谷内夏実（四宮の妹） - 相楽樹（第9話・第10話）
- 狭間悟志（能登北総合病院院長） - 浅見小四郎（最終話）
- 四宮晃志郎（能登北総合病院産婦人科医、四宮の父） - 塩見三省（第9話・最終話回想）

第9話
- 篠原沙月 - 野波麻帆
- 篠原修一 - 高橋光臣
- 高山透子 - 初音映莉子（第10話・最終話）

第10話
- 木村弓枝 - 奥山佳恵（最終話）
- 辻信英 - 近藤公園
- 高山光弘 - 石田卓也（最終話）
- 武田克也 - 山本圭祐（最終話）
- 高山しのぶ（光弘の母） - 川俣しのぶ（最終話）
- 高山孝弘（光弘の父） - ヨシダ朝（最終話）
- 中川（透子の父） - 瀬戸将哉（最終話）
- 中川澄江（透子の母） - 中村久美（最終話）
- 木村壮真（弓枝の息子） - 山田楽士（最終話）
- 辻明代 - りょう

最終話
- 建築士 - 村上新悟
- 真希 - 朝倉えりか
- 弓枝の夫 - 今里真

### スタッフ

#### 第1・第2シリーズ共通
- 原作 - 鈴ノ木ユウ『コウノドリ』（講談社『モーニング』連載）
- 脚本 - 坪田文
- ピアノテーマ・監修・音楽 - 清塚信也[27]
- 音楽 - 木村秀彬
- 企画 - 鈴木早苗
- プロデューサー - 峠田浩
- 演出 - 土井裕泰、加藤尚樹
- 製作著作 - TBS

#### 第1シリーズ
- 脚本 - 山本むつみ
- 主題歌 - miwa「あなたがここにいて抱きしめることができるなら」（Sony Music Records）[28]
- 企画 - 那須田淳
- 演出 - 金子文紀

#### 第2シリーズ
- 脚本 - 矢島弘一、吉田康弘
- 主題歌 - Uru「奇蹟」（ソニー・ミュージックアソシエイテッドレコーズ）[29]
- 取材協力 - 荻田和秀（りんくう総合医療センター産婦人科）、豊島勝昭（神奈川県立こども医療センター新生児科）、室月淳（宮城県立こども病院産科）、渡部広明（島根大学医学部付属病院高度外傷センター）、新井隆成（恵寿総合病院産婦人科）、藤井知行（東京大学医学部附属病院産婦人科）、宋美玄[注 6][31][32]（丸の内の森レディースクリニック院長）
- プロデューサー - 那須田淳
- 演出 - 山本剛義、韓哲

### 放送日程

#### 第1シリーズ
| 各話                                                                         | 放送日         | サブタイトル                     | 脚本       | 演出     | 視聴率 |
| ---------------------------------------------------------------------------- | -------------- | -------------------------------- | ---------- | -------- | ------ |
| 第1話                                                                        | 2015年10月16日 | 僕たちは毎日奇跡のすぐそばにいる | 山本むつみ | 土井裕泰 | 12.4%  |
| 第2話                                                                        | 10月23日       | 答えのない選択                   | 山本むつみ | 土井裕泰 | 12.0%  |
| 第3話                                                                        | 10月30日       | 2つの手がつなぐ奇跡              | 山本むつみ | 金子文紀 | 08.9%  |
| 第4話                                                                        | 11月06日       | 小さな命 あなたを救うのは私      | 山本むつみ | 金子文紀 | 09.4%  |
| 第5話                                                                        | 11月13日       | 14歳の妊娠 少女が母になる時      | 山本むつみ | 土井裕泰 | 11.8%  |
| 第6話                                                                        | 11月20日       | タイムリミット 最後のチャンス    | 山本むつみ | 加藤尚樹 | 11.2%  |
| 第7話                                                                        | 11月27日       | 母との約束 正しい出産って何？    | 坪田文     | 金子文紀 | 11.7%  |
| 第8話                                                                        | 12月04日       | 僕には忘れられない出産がある     | 坪田文     | 土井裕泰 | 12.6%  |
| 第9話                                                                        | 12月11日       | 燃え尽きて…病院を去るとき        | 山本むつみ | 金子文紀 | 11.8%  |
| 最終話                                                                       | 12月18日       | 母と子を救う チームが起こす奇跡  | 山本むつみ | 土井裕泰 | 12.3%  |
| 平均視聴率 11.5%（視聴率はビデオリサーチ調べ、関東地区・世帯・リアルタイム） |                |                                  |            |          |        |

#### 第2シリーズ
| 各話                                                                         | 放送日         | サブタイトル                                  | 脚本     | 演出     | 視聴率 |
| ---------------------------------------------------------------------------- | -------------- | --------------------------------------------- | -------- | -------- | ------ |
| 第1話                                                                        | 2017年10月13日 | 赤ちゃんは未来 生まれること、そして生きること | 坪田文   | 土井裕泰 | 12.9%  |
| 第2話                                                                        | 10月20日       | 答えのない選択 大切な二つの命のために…        | 矢島弘一 | 土井裕泰 | 11.8%  |
| 第3話                                                                        | 10月27日       | 母を救え 産後うつと無痛分娩…                  | 坪田文   | 山本剛義 | 11.9%  |
| 第4話                                                                        | 11月03日       | 自然分娩 "良い母親"になるためのリスク         | 矢島弘一 | 山本剛義 | 13.6%  |
| 第5話                                                                        | 11月10日       | 長期入院 ママがあなたにできること             | 吉田康弘 | 土井裕泰 | 10.6%  |
| 第6話                                                                        | 11月17日       | 母と子を救え!チーム救命医療                   | 坪田文   | 加藤尚樹 | 11.0%  |
| 第7話                                                                        | 11月24日       | 母になる人生 母にならない人生 何が違うの?     | 矢島弘一 | 山本剛義 | 11.7%  |
| 第8話                                                                        | 12月01日       | 医師の決意 病院を辞めます                     | 吉田康弘 | 土井裕泰 | 12.9%  |
| 第9話                                                                        | 12月08日       | 不育症 世界一の味方は誰?                      | 矢島弘一 | 韓哲     | 12.3%  |
| 第10話                                                                       | 12月15日       | 出生前診断 家族を作るということ               | 坪田文   | 山本剛義 | 11.1%  |
| 最終話                                                                       | 12月22日       | チームが起こす最後の奇跡 それぞれの進む未来   | 坪田文   | 土井裕泰 | 10.8%  |
| 平均視聴率 11.9%（視聴率はビデオリサーチ調べ、関東地区・世帯・リアルタイム） |                |                                               |          |          |        |

- 第2シリーズは、同枠で2013年7月期の『なるようになるさ。』以来に全放送回で二桁完走となった。

### 受賞
- 東京ドラマアウォード 2016
  - 演出賞（土井裕泰、『重版出来!』と合わせて）[37]

### 公式ガイドブック
- TBS系金曜ドラマ『コウノドリ』公式ガイドブック（2017年11月24日発売、ヤマハミュージックメディア、ISBN 978-4-636-94884-4）

| TBS系 金曜ドラマ                              | TBS系 金曜ドラマ                                        | TBS系 金曜ドラマ                               |
| 前番組                                        | 番組名                                                  | 次番組                                         |
| --------------------------------------------- | ------------------------------------------------------- | ---------------------------------------------- |
| 表参道高校合唱部! （2015年7月17日 - 9月25日） | コウノドリ（第1シリーズ） （2015年10月16日 - 12月18日） | わたしを離さないで （2016年1月15日 - 3月18日） |
| ハロー張りネズミ （2017年7月14日 - 9月15日）  | コウノドリ（第2シリーズ） （2017年10月13日 - 12月22日） | アンナチュラル （2018年1月12日 - 3月16日）     |

## タイアップ
- CO・OP共済（2024年）[38]